# Campionati austriaci di sci alpino 2008
I Campionati austriaci di sci alpino 2008 si sono svolti a Haus tra il 26 marzo e il 1º aprile. Il programma ha incluso gare di discesa libera, supergigante, slalom gigante, slalom speciale e combinata, tutte sia maschili sia femminili.
Trattandosi di competizioni valide anche ai fini del punteggio FIS, vi hanno partecipato anche sciatori di altre federazioni, senza che questo consentisse loro di concorrere al titolo nazionale austriaco.

## Risultati

### Uomini

#### Discesa libera
| Pos. | Atleta               | Nazione | Tempo   |
| ---- | -------------------- | ------- | ------- |
| 1    | Klaus Kröll          | Austria | 1:18,63 |
| 2    | Michael Walchhofer   | Austria | 1:19,10 |
| 3    | Florian Scheiber     | Austria | 1:19,42 |
| 4    | Romed Baumann        | Austria | 1:19,95 |
| 5    | Björn Sieber         | Austria | 1:20,16 |
| 6    | Hannes Geisler       | Austria | 1:20,18 |
| 6    | Joachim Puchner      | Austria | 1:20,18 |
| 8    | Marc Digruber        | Austria | 1:20,19 |
| 9    | Stefan Schrittwieser | Austria | 1:20,25 |
| 10   | Matthias Mayer       | Austria | 1:20,29 |

Data: 27 marzo

Pista: Krummholz

Partenza: 1 340 m s.l.m.

Arrivo: 740 m s.l.m.

Lunghezza: 2 250 m

Dislivello: 600 m

#### Supergigante

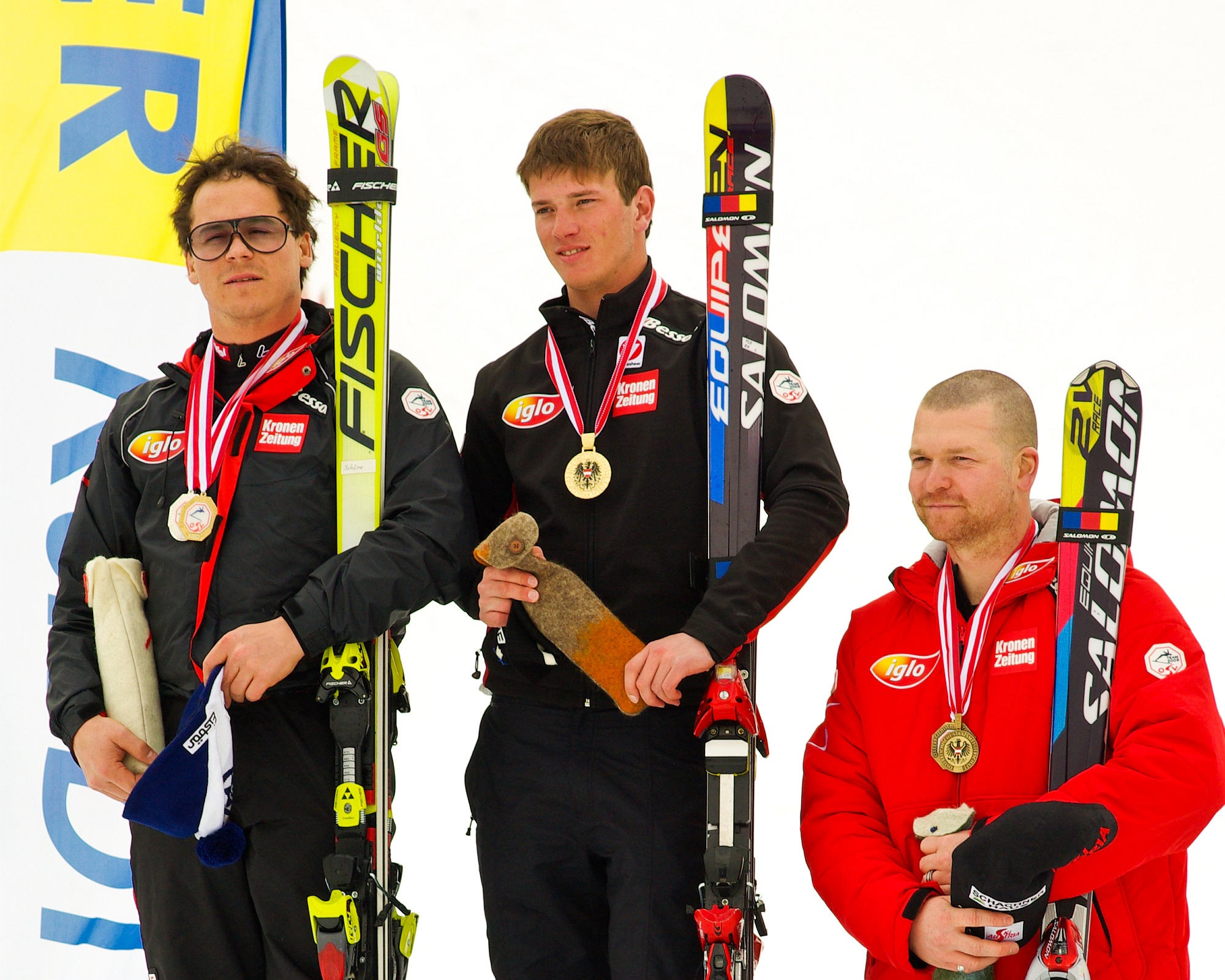
Il podio: da sinistra, Rainer Schönfelder (oro), Florian Scheiber (oro ex aequo) e Klaus Kröll (bronzo)

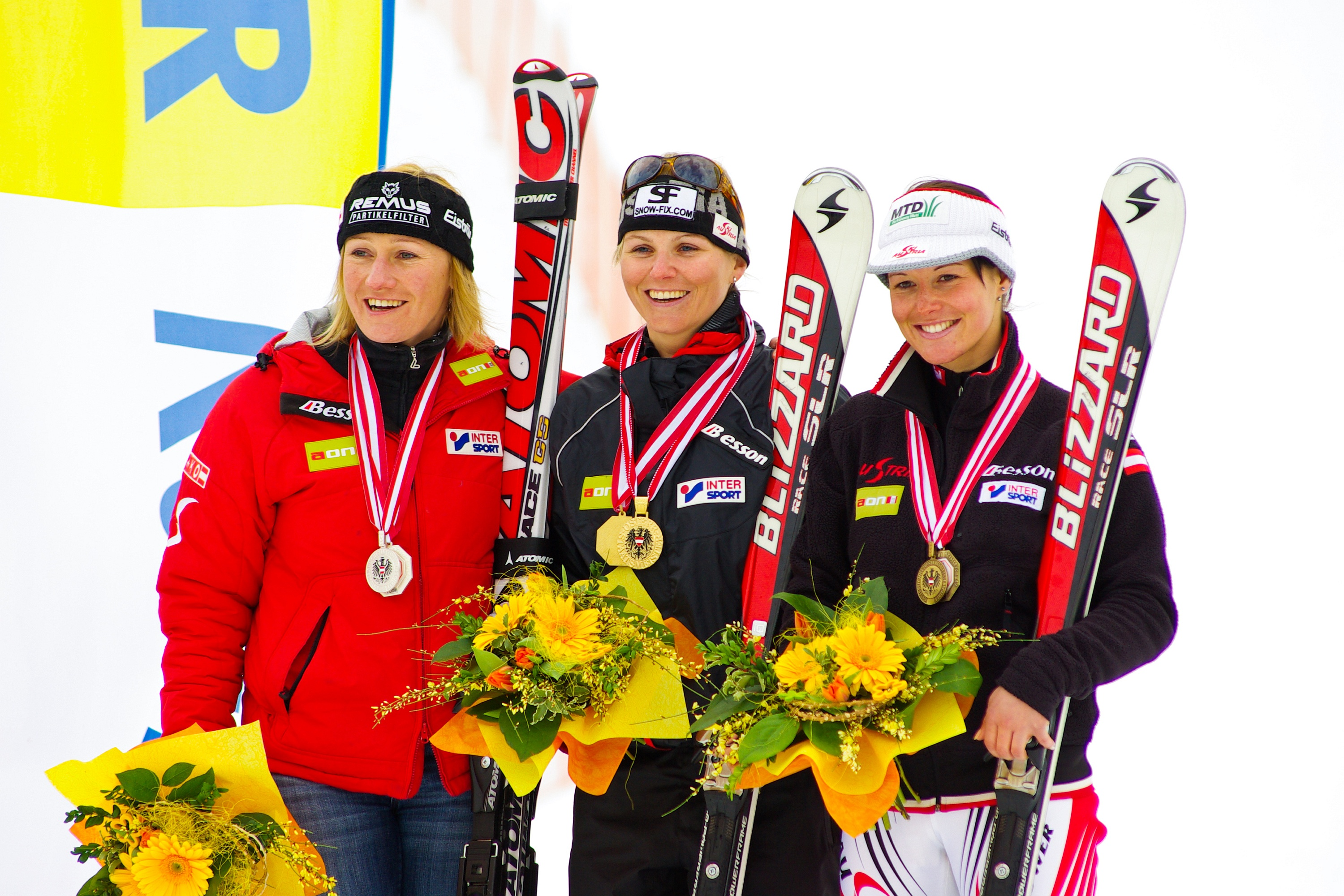
Il podio: da sinistra, Renate Götschl (argento), Silvia Berger (oro) e Stefanie Köhle (bronzo)

| Pos. | Atleta               | Nazione | Tempo   |
| ---- | -------------------- | ------- | ------- |
| 1    | Florian Scheiber     | Austria | 1:08,12 |
| 1    | Rainer Schönfelder   | Austria | 1:08,12 |
| 3    | Klaus Kröll          | Austria | 1:08,21 |
| 4    | Stefan Schrittwieser | Austria | 1:08,39 |
| 5    | Georg Streitberger   | Austria | 1:08,41 |
| 6    | Peter Struger        | Austria | 1:08,56 |
| 7    | Thomas Graggaber     | Austria | 1:08,68 |
| 8    | Matthias Mayer       | Austria | 1:08,75 |
| 9    | Björn Sieber         | Austria | 1:08,78 |
| 10   | Michael Gmeiner      | Austria | 1:08,92 |
| 10   | Clemens Unterdechler | Austria | 1:08,92 |

Data: 28 marzo

Pista: Krummholz

Partenza: 1 340 m s.l.m.

Arrivo: 885 m s.l.m.

Dislivello: 455 m

#### Slalom gigante
| Pos. | Atleta              | Nazione  | Tempo   |
| ---- | ------------------- | -------- | ------- |
| 1    | Romed Baumann       | Austria  | 1:59,91 |
| 2    | Hannes Reichelt     | Austria  | 2:00,15 |
| 3    | Benjamin Raich      | Austria  | 2:01,17 |
| 4    | Philipp Schörghofer | Austria  | 2:01,38 |
| 5    | Patrick Bechter     | Austria  | 2:01,43 |
| 5    | Hannes Reiter       | Austria  | 2:01,43 |
| 7    | Wolfgang Hörl       | Austria  | 2:01,52 |
| 8    | Stephan Görgl       | Austria  | 2:01,56 |
| 9    | Felix Neureuther    | Germania | 2:01,73 |
| 10   | Christoph Nösig     | Austria  | 2:01,81 |

Data: 29 marzo

Pista: Krummholz

Partenza: 1 340 m s.l.m.

Arrivo: 1 020 m s.l.m.

Dislivello: 320 m

#### Slalom speciale

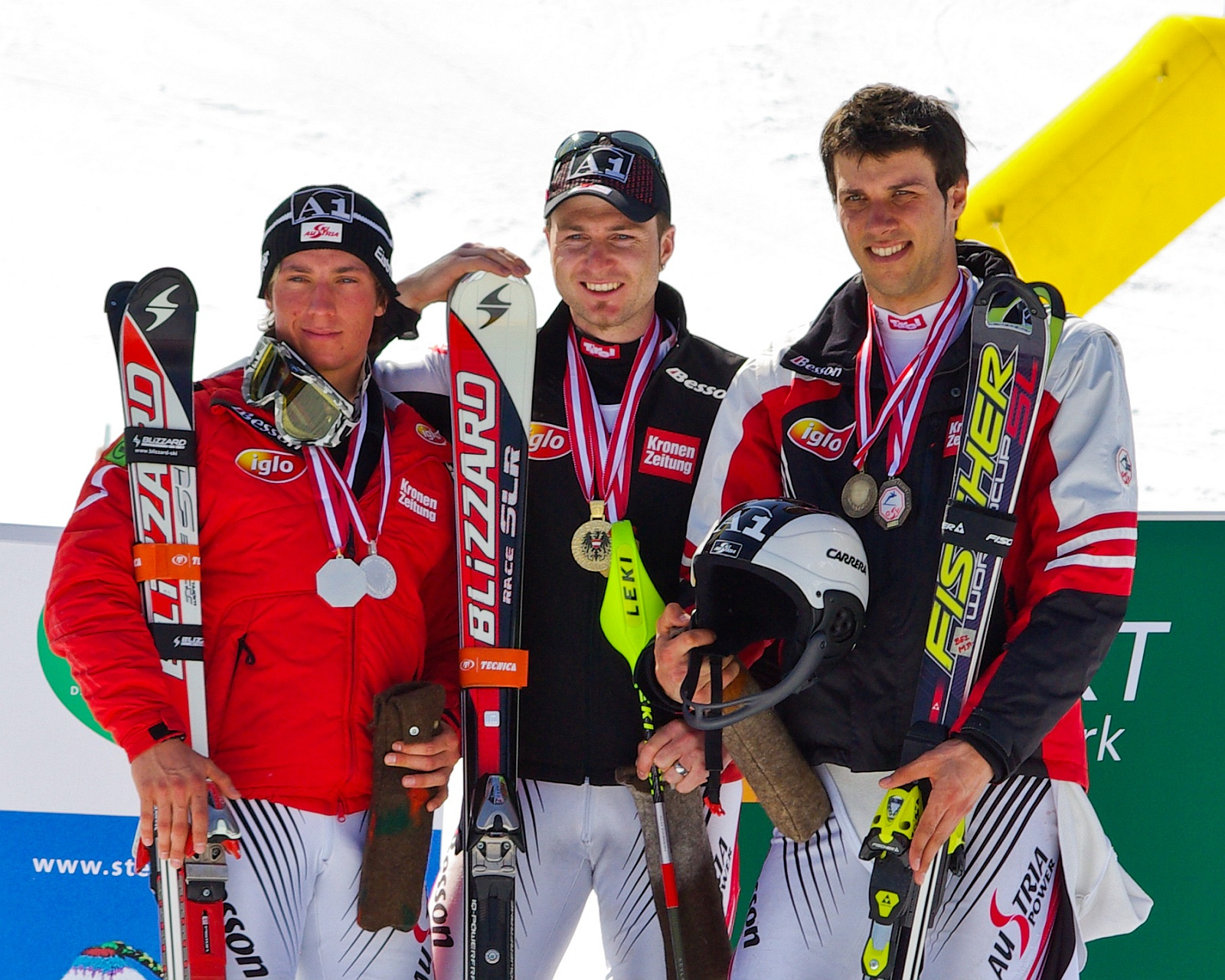
Il podio: da sinistra, Marcel Hirscher (argento), Reinfried Herbst (oro) e Mario Matt (bronzo)

| Pos. | Atleta               | Nazione   | Tempo   |
| ---- | -------------------- | --------- | ------- |
| 1    | Reinfried Herbst     | Austria   | 1:41,14 |
| 2    | Marcel Hirscher      | Austria   | 1:42,73 |
| 3    | Mario Matt           | Austria   | 1:42,91 |
| 4    | Wolfgang Hörl        | Austria   | 1:43,02 |
| 5    | Martin Vráblík       | Rep. Ceca | 1:43,51 |
| 6    | Hannes Brenner       | Austria   | 1:43,94 |
| 7    | Andreas Omminger     | Austria   | 1:43,99 |
| 8    | Kilian Albrecht      | Bulgaria  | 1:44,02 |
| 9    | Markus Maier         | Austria   | 1:45,62 |
| 10   | Patrick Bechter      | Austria   | 1:45,79 |
| 10   | Clemens Unterdechler | Austria   | 1:08,92 |

Data: 30 marzo

Pista: Krummholz

Partenza: 945 m s.l.m.

Arrivo: 740 m s.l.m.

Dislivello: 205 m

#### Combinata
| Pos. | Atleta              | Nazione |
| ---- | ------------------- | ------- |
| 1    | Romed Baumann       | Austria |
| 2    | Roland Leitinger    | Austria |
| 3    | Christopher Krabath | Austria |

Data: 27-30 marzo

Classifica stilata attraverso i piazzamenti ottenuti

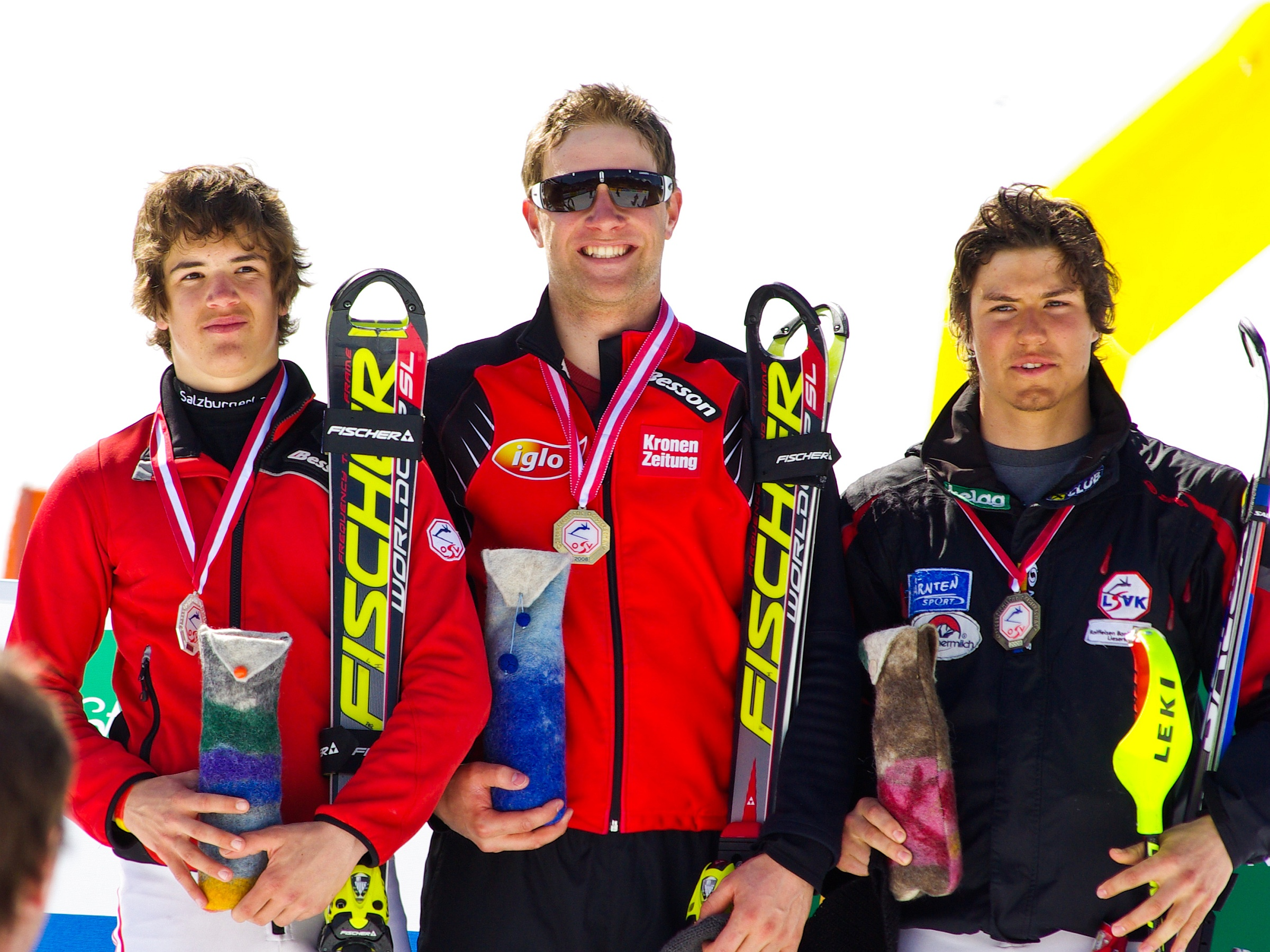
Il podio: da sinistra, Roland Leitinger (argento), Romed Baumann (oro) e Christopher Krabath (bronzo)

in discesa libera, slalom gigante e slalom speciale

### Donne

#### Discesa libera
| Pos. | Atleta               | Nazione | Tempo   |
| ---- | -------------------- | ------- | ------- |
| 1    | Michaela Kirchgasser | Austria | 1:22,37 |
| 2    | Silvia Berger        | Austria | 1:22,75 |
| 3    | Elisabeth Görgl      | Austria | 1:22,92 |
| 3    | Nicole Schmidhofer   | Austria | 1:22,92 |
| 5    | Edit Miklós          | Romania | 1:23,06 |
| 6    | Stefanie Moser       | Austria | 1:23,34 |
| 7    | Ingrid Rumpfhuber    | Austria | 1:23,83 |
| 8    | Eva-Maria Brem       | Austria | 1:23,95 |
| 9    | Stefanie Köhle       | Austria | 1:23,96 |
| 10   | Anna Fenninger       | Austria | 1:24,08 |

Data: 27 marzo

Pista: Krummholz

Partenza: 1 340 m s.l.m.

Arrivo: 740 m s.l.m.

Lunghezza: 2 250 m

Dislivello: 600 m

#### Supergigante
| Pos. | Atleta             | Nazione | Tempo   |
| ---- | ------------------ | ------- | ------- |
| 1    | Silvia Berger      | Austria | 1:10,32 |
| 2    | Renate Götschl     | Austria | 1:10,42 |
| 3    | Stefanie Köhle     | Austria | 1:10,61 |
| 4    | Ingrid Rumpfhuber  | Austria | 1:10,94 |
| 5    | Nicole Schmidhofer | Austria | 1:10,98 |
| 6    | Margret Altacher   | Austria | 1:10,99 |
| 7    | Elisabeth Görgl    | Austria | 1:11,03 |
| 8    | Anna Fenninger     | Austria | 1:11,11 |
| 8    | Stefanie Moser     | Austria | 1:11,11 |
| 10   | Edit Miklós        | Romania | 1:11,12 |

Data: 28 marzo

Pista: Krummholz

Partenza: 1 340 m s.l.m.

Arrivo: 885 m s.l.m.

Dislivello: 455 m

#### Slalom gigante
| Pos. | Atleta                | Nazione | Tempo   |
| ---- | --------------------- | ------- | ------- |
| 1    | Nicole Hosp           | Austria | 2:18,83 |
| 2    | Kathrin Zettel        | Austria | 2:18,95 |
| 3    | Eva-Maria Brem        | Austria | 2:19,80 |
| 4    | Karin Hackl           | Austria | 2:20,16 |
| 5    | Alexandra Daum        | Austria | 2:20,34 |
| 6    | Michaela Kirchgasser  | Austria | 2:20,36 |
| 7    | Verena Höllbacher     | Austria | 2:20,63 |
| 8    | Cornelia Tiefenbacher | Austria | 2:20,67 |
| 9    | Carmen Thalmann       | Austria | 2:20,79 |
| 10   | Nicole Schmidhofer    | Austria | 2:20,81 |

Data: 31 marzo

Pista: Krummholz

Partenza: 1 340 m s.l.m.

Arrivo: 1 020 m s.l.m.

Dislivello: 320 m

#### Slalom speciale
| Pos. | Atleta               | Nazione  | Tempo   |
| ---- | -------------------- | -------- | ------- |
| 1    | Marlies Schild       | Austria  | 1:32,09 |
| 2    | Kathrin Zettel       | Austria  | 1:33,34 |
| 3    | Michaela Kirchgasser | Austria  | 1:34,08 |
| 4    | Bernadette Schild    | Austria  | 1:34,09 |
| 5    | Simone Streng        | Austria  | 1:34,28 |
| 6    | Alexandra Daum       | Austria  | 1:34,41 |
| 7    | Anna Fenninger       | Austria  | 1:34,57 |
| 8    | Katarina Lavtar      | Slovenia | 1:34,82 |
| 9    | Verena Höllbacher    | Austria  | 1:34,83 |
| 10   | Michaela Nösig       | Austria  | 1:35,03 |

Data: 1º aprile

Pista: Krummholz

Partenza: 1 170 m s.l.m.

Arrivo: 1 020 m s.l.m.

Dislivello: 150 m

#### Combinata
| Pos. | Atleta               | Nazione |
| ---- | -------------------- | ------- |
| 1    | Michaela Kirchgasser | Austria |
| 2    | Eva-Maria Brem       | Austria |
| 3    | Stefanie Moser       | Austria |

Data: 27 marzo-1º aprile

Classifica stilata attraverso i piazzamenti ottenuti
in discesa libera, slalom gigante e slalom speciale